# Kazuki Tanaka
Kazuki Tanaka (田中 和樹 Tanaka Kazuki?, Tochigi, 13 de enero de 2000) es un futbolista japonés que juega como delantero en el JEF United Chiba.

## Trayectoria

### Clubes
| Club                      | País  | Año       |
| ------------------------- | ----- | --------- |
| F. C. Tokyo               | Japón | 2017      |
| Kyoto Sanga F. C.         | Japón | 2022-2023 |
| JEF United Chiba (cedido) | Japón | 2023      |
| JEF United Chiba          | Japón | 2024-     |